# 切普齊
50°1′7″N 26°55′40″E / 50.01861°N 26.92778°E
切普齊（烏克蘭語：Чепці），是烏克蘭西部的村莊，隸屬赫梅利尼茨基州的舍佩蒂夫卡區。該村始建於1850年，面積0.37平方公里，海拔高度277米，2001年人口24，人口密度每平方公里65.8人。